# لئوپولد وارتون
لئوپولد وارتون (انگلیسی: Leopold Wharton؛ ‏ ۱ سپتامبر ۱۸۷۰ – ۲۷ سپتامبر ۱۹۲۷) کارگردان فیلم اهل بریتانیا بود.
از فیلم‌هایی که وی در آن‌ها نقش داشته‌است، می‌توان به ماجراهای جدید جی. روفوس والینگفورد و برنده بخت‌آزمایی اشاره نمود.